# 約翰·穆德

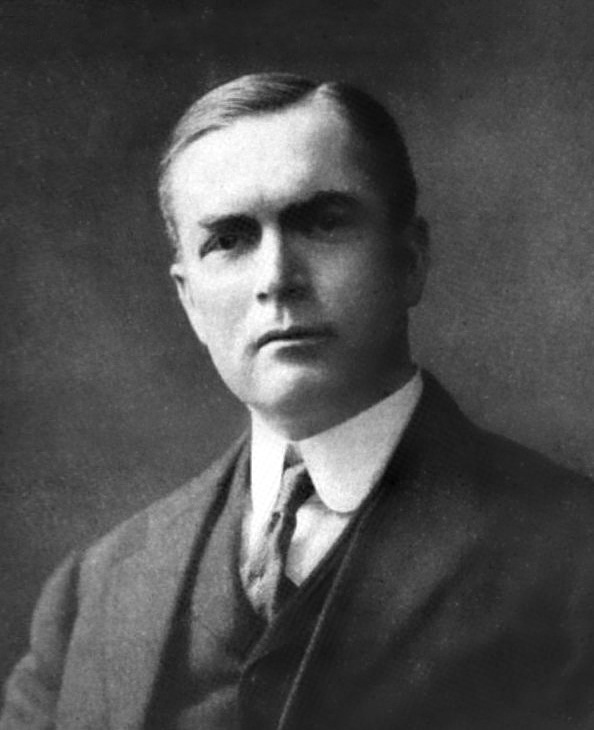
穆德

约翰·穆德（John Raleigh Mott，1865年5月25日—1955年1月31日），美國的基督教領袖、佈道家及社會工作者。為十九和二十世紀基督教普世教會合一運動最為重要的人物。他曾長期領導基督教青年會（YMCA）和學生志願宣教運動（Student Volunteer Movement），組織國內外青年投入宣教及社會服務工作。他又推動普世教會合一運動，曾主持歷史性的愛丁堡宣教會議（Edinburgh Missionary Conference, 1910年），聯合各宗派在宣教大使命下合一，此一會議成為二十世紀教會合一運動的起頭，並啟發及指示了許多二十世紀普世教會合一運動的重要人物。當1948年普世教会协会（World Christian Council）成立時，大會尊崇他對教會合一運動的偉大貢獻，而推舉他為終身榮譽會長。他也在1946年獲頒诺贝尔和平奖，以表揚對跨越國界溝通與事工合作、促進世界和平的貢獻。

## 生平
穆德出生於美國紐約州洛克蘭，隨後與經營木材生意的父母(John Mott, Sr.和Elmira (Dodge) Mott)搬遷至愛阿華州的普斯維爾(Postville，Iowa)，其父並被選認為該鎮第一位市長， 家境經濟環境頗為優裕。穆德和父親及兩位姊姊是在1879年2月，愛阿華州青年會所舉辦的跨宗派佈道聚會中，因著貴格派奮興佈道家狄堅(J. W. Dean)的佈道會中決志，此後成為熱心的信徒。十五歲時就讀上愛阿華大學(Upper Iowa University)的預備班，成為該校青年會創會成員，這是一所位於費耶特的小型衛理公會預備學校和學院。他是該校歷史和文學的學生，就讀期間在辯論和演講比賽中也有出色的成績。1885年轉學至康乃爾大學，也先後被選為該校青年會的主席及副主席。在就讀大學期間曾修讀希臘文及一些神學科目，但其一生未曾接受正規神學訓練，也未接受任何宗派按立。次年1月14日他參加了劍橋七傑之一的施達德（C. T. Studd）所主領的聚會。施達德的一句話深入他心：「你為自己求大事嗎？不要求這些。你要先求上帝的國。」，穆德決志參與海外宣教行列。 這次決志後，穆德改變生活作息，美日至少研讀聖經一小時，並利用星期日前往監獄義務性主持聚會。同年暑假，他參加了大奮興佈道家慕廸（Dwight L. Moody）在麻州北田（Northfield）營地所舉行的大專夏令聖經聚會，在為其一個月的聚會中有一百位青年學生決志要成為海外宣教士，他是其中之一。
大學畢業後穆德投身加入基督教青年會擔任巡迴幹事，主責各大專院校青年會的聯繫工作，穆德任職巡迴幹事一年後，升任為高級學生幹事，主責青年會海外拓展工作。在1890-91年間穆德就累積了三萬一千英里的旅行里程，參與了二十三個會議或營會，接觸了上千位的學生。在與各地學生領袖的接觸後，促使穆德有了成立普世學生組織的夢想。
1895年穆德前往歐洲，在8月17日於瑞典瓦士敦納城堡(Vadstena Castle)，與別的國家的領袖組織了世界基督徒學生聯盟(WSCF,World Student Christian Federation)，穆德在會中被選任為總幹事，此後穆德進行了為期兩年的世界巡迴，在此期間他先訪問了歐洲國家，而後訪問中東、錫蘭、印度、澳洲、紐西蘭等地，分別倡議及協助成立了印度與錫蘭、澳洲學生聯會。造訪中國和日本，並將他的行程報告編撰成書《征服世界的戰略要點：與基督教進步有關的大學和學院，1897》。其後任職該職務二十八年直到1922年。
1910年6月10日的蘇格蘭愛丁堡，在穆德與其他來自各國一千二百位差會代表、宣教士與教會領袖參與討論下，穆德作為會議主席，主持並在會議中報告會議成果：再次確認向未信基督的民族傳福音是教會最高的使命，全世界各地教會及信徒必須共同合作，才能更快更有效達成使命。
另有一插曲，在愛丁堡大會後，1912-13年穆德做了一次重要的環球之旅，目的在於宣傳愛丁堡續行委辦會的異象，協助各國成立全國性基督教組職級學生佈道工作；也在印度、中國、日本和韓國舉辦了 21 次區域性宣教大會。在1912 年，當時一位對表示支持的白星航運公司的官員，想提供鐵達尼號的免費船票給穆德和他的一位同事，但他們拒絕了，並選擇乘坐了較小且內裝較為樸實的拉普蘭號。根據霍華德·霍普金斯的傳記，在紐約市聽到這個消息後，兩人對視一眼，說：“上帝一定有更多的工作要我們去做。”
1928年穆德在國際宣教協會於耶路撒冷舉行的會議後宣布退休，離開基督教青年會的工作。但仍持續在全球各地主持講座，並將講稿印刷出版。穆德對基督教普世教會合一運動的貢獻，是在青年及宣教方面，同時也在平信徒運動與跨宗派合作上，有著極為重大的貢獻。
1946年12月穆德獲頒諾貝爾和平獎，以表揚對跨越國界溝通與事工合作、促進世界和平的貢獻。
穆德於1955年1月31日安息主懷。